# Hans Maria Sartori

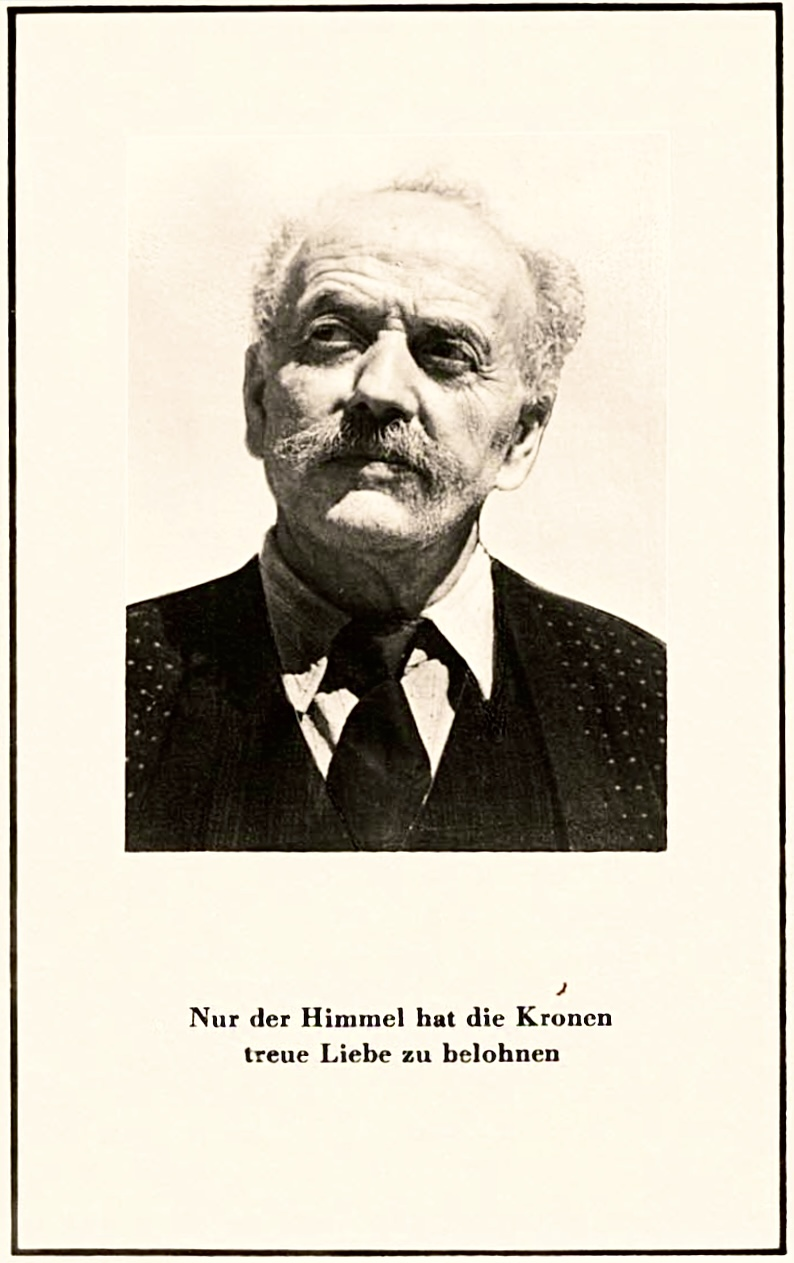
Tootuhèlgali von Hans Maria Sartori, Vorderseite

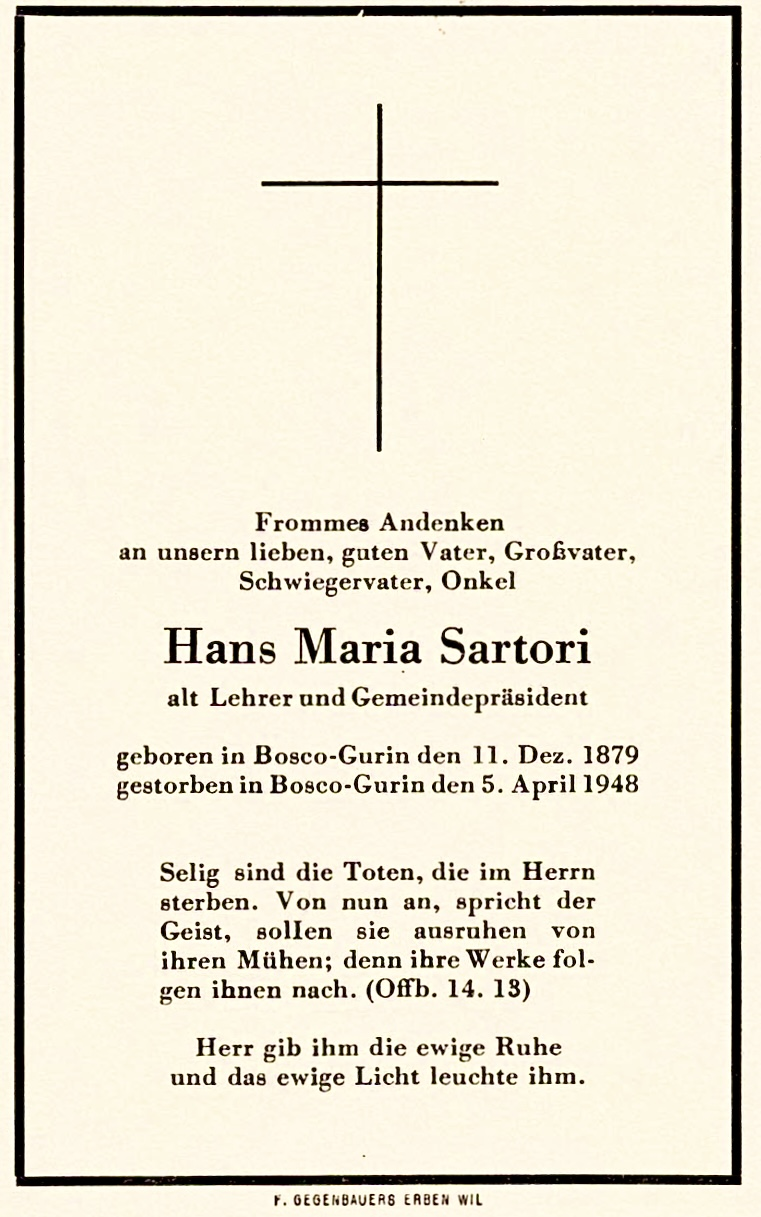
Tootuhèlgali von Hans Maria Sartori, Rückseite

Hans Maria Sartori (* 11. Dezember 1879 in Bosco/Gurin, Kanton Tessin; † 5. April 1948 ebenda) war Lehrer, Hotelier und Gemeindepräsident sowie Förderer seines Heimatdorfs.

## Leben und Wirken
Sartori wuchs in Gurin auf. Nach der Volksschule besuchte er das Lehrerseminar in Locarno, das er 1899 abschloss. Seine erste Stelle hatte er in Airolo, und von 1902 bis 1913 arbeitete er in Maggia. Von 1913 bis zu seinem Rücktritt 1935 wirkte er an der Dorfschule von Gurin. Ab 1936 amtete Sartori bis zu seinem Tod 1948 als Guriner Gemeindepräsident.
Sartori war ein unermüdlicher Förderer seines kleinen, in den Südschweizer Alpen gelegenen Heimatdorfes. Von 1905 bis 1907 liess er das Hotel «Edelweiss» samt Zufahrtsstrasse bauen und führte dieses lange Zeit. Er gründete auch eine Uhrsteinfabrik, deren 1912 bis 1913 errichtetes Wasserkraftwerk das ganze Dorf mit Elektrizität versorgte. 1919 war er Mitinitiant des lokalen Konsumvereins und 1938 (unter anderem neben Hans Tomamichel) des Guriner Walsermuseums. Er förderte den Bau der Strasse von Cerentino nach Gurin, um sein Dorf verkehrstechnisch an das Maggiatal anzuschliessen; 1927 war sie fertiggestellt. 1937 konnte die Gemeinde dank Sartoris Tatkraft eine Wasserversorgung einweihen, die alle Häuser mit fliessendem Wasser versah.
Als Liebhaber seiner walserdeutschen Dorfmundart verfasste er eine ausführliche Dialektgrammatik, die allerdings nie publiziert wurde. Ein Manuskript ist heute im Besitz des Guriner Walsermuseums, ein anderes befindet sich in der Bibliothek des Schweizerischen Idiotikons in Zürich.